# 梅山站 (日本)
梅山站（日语：／ Umeyama eki */?）是位於岐阜縣美濃市泉町，長良川鐵道的越美南線車站。車站編號是12。

## 歷史
- 1987年（昭和62年）9月21日 - 車站啟用[1]。

## 車站構造
車站是一座地面車站，設有1面1線單式月台。月台靠近美濃市站一方設有出入口。

## 使用狀況
以下為近年1日平均上落車人次列表
| 上落車人次變化 | 上落車人次變化     |
| 年度           | 1日平均 上落車人次 |
| -------------- | ------------------ |
| 1999           | 433                |
| 2000           | 394                |
| 2001           | 416                |
| 2002           | 394                |
| 2003           | 395                |
| 2004           | 447                |
| 2005           | 364                |
| 2006           | 452                |
| 2007           | 465                |
| 2008           | 375                |
| 2009           | 333                |
| 2010           | 319                |
| 2011           | 405                |
| 2012           | 343                |
| 2013           | 265                |

## 車站周邊
- 岐阜縣立武義高等學校（日语：岐阜県立武義高等学校）（鄰接車站）
- 美濃市文化會館（日语：美濃市文化会館）
- 十六銀行（日语：十六銀行）美濃分店
- 重要傳統的建造物群保存地區 美濃町（日语：美濃町）
- 重要文化財 美濃橋（日语：美濃橋）
- 小倉公園（日语：小倉公園）
- 美濃市文化會館
- 美濃綠風莊
- 美濃市運動公園
- 岐阜県立森林文化學院（日语：岐阜県立森林文化アカデミー）
- 美濃市立美濃小學（日语：美濃市立美濃小学校）
- 國道156號
- 岐阜縣道80號美濃川邊線（日语：岐阜県道80号美濃川辺線）

## 巴士路線
- 美濃市合乘的士（日语：デマンドバス）

## 相鄰車站
長良川鐵道
越美南線
美濃市（11）－梅山（12）－湯之洞溫泉口（13）

## 注腳
1. 1 2  曾根悟（監修）. 朝日新聞出版分冊百科編集部（編集） , 编. . 週刊朝日百科. 26号 長良川鉄道・明知鉄道・樽見鉄道・三岐鉄道・伊勢鉄道. 朝日新聞出版. 2011-09-18: 11 （日语）.
2. ↑  美濃市統計書

## 外部連結
- 梅山站｜【官方網站】長良川鐵道株式會社 （页面存档备份，存于）（日語）